# Scarlet Spider
Scarlet Spider is een fictieve superheld uit de Spider-Man strips van Marvel Comics.
Het alter ego van de Scarlet Spider is in totaal door drie mensen gebruikt, waar van 1 superschurk.

## Ben Reilly
De eerste Scarlet Spider was een kloon van Spider-Man gemaakt door de Jackal. Hij was gemaakt om de echte Spider-Man te bevechten en te verslaan. De kloon verloor dit gevecht echter en nam later de naam Ben Reilly aan. Hij zwierf 5 jaar lang doelloos rond, maar keerde uiteindelijk terug naar New York. Daar hij zelf ook een held wilde worden maakte hij zijn eigen kostuum en kwam bekend te staan als de Scarlet Spider. Hij vocht samen met zijn “broer” Spider-Man, en bleek zelfs zo goed te zijn in zijn werk als held dat Spider-Man hem later zijn plaats liet innemen terwijl hij en zijn vrouw een gezin wilden stichten. Toen zijn reputatie om zeep werd geholpen door een andere kwaadaardige Scarlet Spider, nam Ben de identiteit van Spider-Man aan. Hij behield deze tot aan zijn dood.

## Joe Wade
Een undercover FBI-agent die de opdracht had om Lady Octopus in de gaten te houden. Hij werd betrapt en door haar veranderd in een holografische dubbelganger van de Scarlet Spider. Joe zat gevangen in een virtual reality kamer en zijn gedachten controleerden de Scarlet Spider hologram. Ondanks dat zijn gedachten het hologram bestuurden kon hij niet voorkomen dat hij misdaden pleegde. Toen de echte Scarlet Spider, Ben Reilly, Lady Octopus’ schuilplaats aanviel en de machine beschadigde met Joe er nog in, veranderde Joe in een echte mechanische Scarlet Spider. Als deze Scarlet Spider was Joe ongelooflijk sterk, snel, had klauwen aan zijn vingertoppen, kon webben afschieten uit zijn polsen, tegen muren opkruipen en lasers afschieten uit zijn ogen. Zowel Ben (als Spider-Man) als de New Warriors waren nodig om de Scarlet Spider te stoppen.

## Felicity Hardy
In een alternatieve tijdlijn bekend als “MC2” (afkorting van Marvel Comics 2), waarin een mogelijke toekomst werd getoond, was Felicity Hardly de dochter van Felicia Hardly (Black Cat) en Flash Thompson. Zij nam de Scarlet Spider identiteit aan om Spider-Girl (Peter Parkers en Mary Janes dochter uit deze tijdlijn) te helpen. Ze bezat geen superkrachten, maar was door haar moeder getraind tot een uitstekende acrobaat en vechter, en bezat een aantal op spinnen gebaseerde wapens.